# Liste der Stolpersteine in Mailand

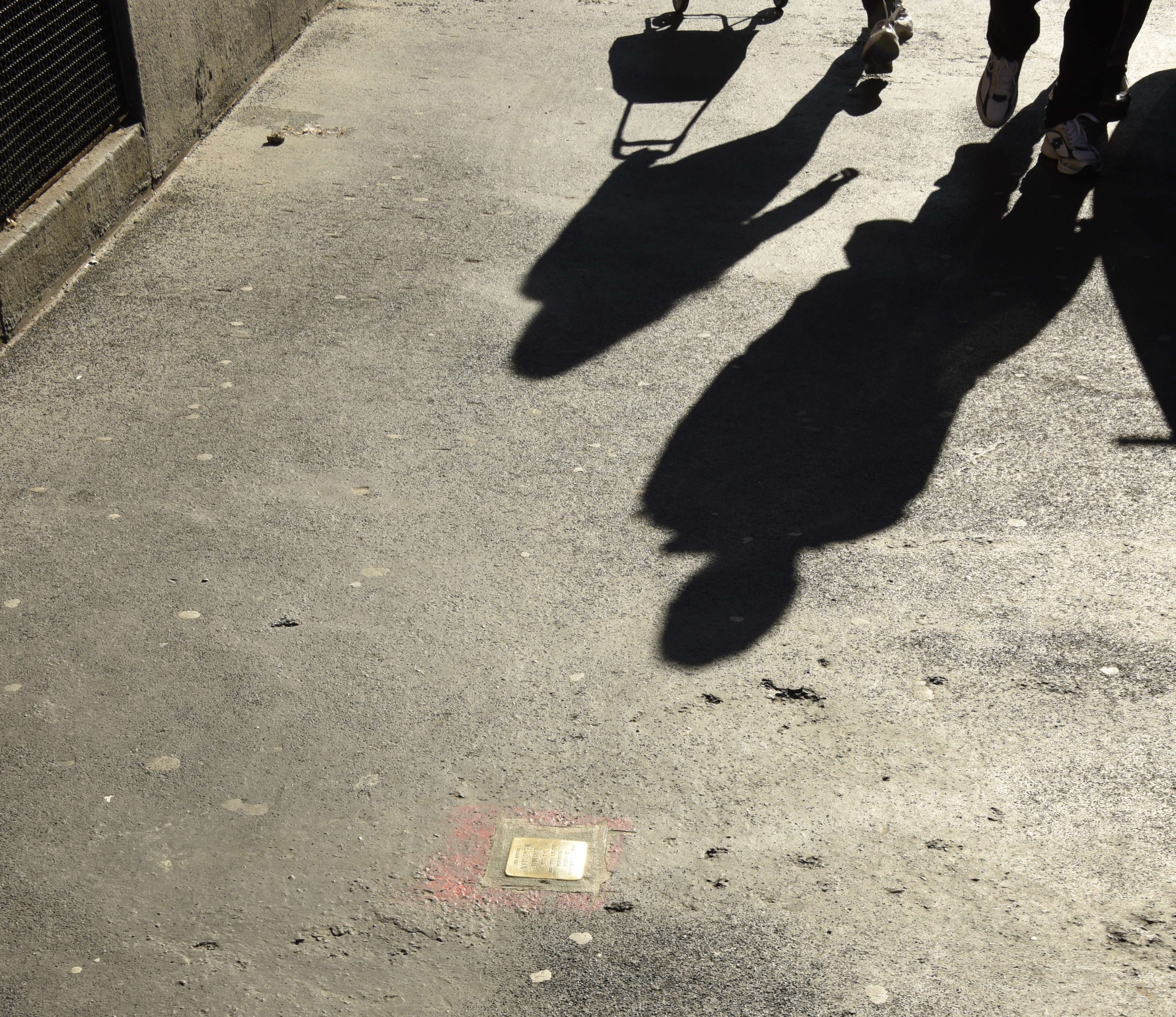
Stolperstein in Mailand, 2017

Die Liste der Stolpersteine in Mailand enthält die Stolpersteine (italienisch pietre d’inciampo) in der Stadt Mailand in der Lombardei, die an das Schicksal der Menschen dieser Stadt erinnern, die von den Nationalsozialisten ermordet, deportiert, vertrieben oder in den Suizid getrieben wurden. Die Stolpersteine wurden von Gunter Demnig verlegt, in der Regel vor dem letzten selbstgewählten Wohnort des Opfers.
Die ersten Verlegungen in Mailand wurden von Liliana Segre initiiert und fanden am 19. Januar 2017 statt. Im Januar 2018 wurde Liliana Segre zur Senatorin auf Lebenszeit ernannt.
Die Stolpersteine in Gemeinden des Umlands finden sich in der Liste der Stolpersteine im Großraum Mailand.

## Verlegte Stolpersteine
Bisher wurde 243 Stolpersteine verlegt.
| Stolperstein | Übersetzung | Verlegeort                                    | Name, Leben |
| ------------ | --- | --------------------------------------------- | --- |
|              | HIER WOHNTE REBECCA ABOLAFFIA VARON GEBOREN 1891 VERHAFTET 4.12.1943 DEPORTIERT AUSCHWITZ ERMORDET 6.2.1944                    | Via delle Forze Armate, 175a                  | Rebecca Abolaffia Varon (1891–1944) |
|              | HIER WOHNTE ANDREA ACHILLE GEBOREN 1912 VERHAFTET MÄRZ 1944 INTERNIERT FOSSOLI ERMORDET 12.7.1944 CIBENO DI CARPI              | Via Grigna 35                                 | Andrea Achille (1912–1944) |
|              | HIER WOHNTE ANGELO AGLIERI GEBOREN 1914 VERHAFTET 25.5.1944 DEPORTIERT FLOSSENBÜRG ERMORDET 24.12.1944                         | Viale Monza, 23                               | Angelo Aglieri (1914–1944) |
|              | HIER WOHNTE ELIO AGRESTI GEBOREN 1910 VERHAFTET 14.3.1944 DEPORTIERT MAUTHAUSEN ERMORDET 4.4.1945 EBENSEE                      | Via Amilcare Bonomi, 2                        | Elio Agresti (1910–1945) |
|              | HIER WOHNTE CAROLINA AMERICANO HAZAN GEBOREN 1910 VERHAFTET 8.11.1943 DEPORTIERT AUSCHWITZ ERMORDET                            | Viale Piave, 42                               | Carolina Americano Hazan (1910–1943/45) |
|              | HIER WOHNTE EUGENIO ARABO GEBOREN 1912 VERHAFTET 22.9.1943 DEPORTIERT DACHAU ERMORDET 11.4.1945 ÜBERLINGEN                     | Via Leonardo Bruni, 13                        | Eugenio Arabo (1912–1945) |
|              | HIER WOHNTE OLGA LUIGIA ASCOLI LEVI GEBOREN 1877 VERHAFTET 23.9.1943 DEPORTIERT AUSCHWITZ ERMORDET 11.12.1943                  | Via Castel Morrone, 12                        | Olga Luigia Ascoli Levi (1877–1943) |
|              | HIER WOHNTE SARA ATTIAS VARON GEBOREN 1906 VERHAFTET 7.6.1944 DEPORTIERT AUSCHWITZ ERMORDET                                    | Via dei Cinquecento, 19                       | Sara Attias Varon (1906–1944) |
|              | HIER WOHNTE VINCENZO AULISIO GEBOREN 1904 VERHAFTET DEZ. 1943 DEPORTIERT MAUTHAUSEN ERMORDET 21.3.1945 ST. VALENTIN            | Via Castel Morrone, 4                         | Vincenzo Aulisio (1904–1945) |
|              | HIER WOHNTE LUIGI AZRIA GEBOREN 1895 VERHAFTET 8.11.1943 DEPORTIERT AUSCHWITZ ERMORDET                                         | Via Pomposa, 4                                | Luigi Azria (1895–1943/45) |
|              | HIER WOHNTE GIORGIO BALBONI GEBOREN 1917 VERHAFTET AN DER OSTFRONT DEPORTIERT WIETZENDORF ERMORDET 15.4.1945 UNTERLÜSS         | Via Spartaco, 11                              | Giorgio Balboni (1917–1945) |
|              | HIER ARBEITETE GIANLUIGI BANFI GEBOREN 1910 VERHAFTET 21.3.1944 DEPORTIERT MAUTHAUSEN ERMORDET 10.4.1945 GUSEN                 | Via dei Chiostri 2 ·                          | Gian Luigi Banfi, wurde am 2. April 1910 in Mailand geboren. Er war Architekt. Zusammen mit seinen Kollegen Belgiojoso, Peressutti und Rogers gründete er das Studio BBPR, welches an Stadtplanungen, Architektur und Innenarchitektur beteiligt war. Des Weiteren publizierte die Gruppe in verschiedenen Zeitschriften, wo sie auch als Mitherausgeber fungierten: „Quadrante“, „Rassegna di architettura“ und „Domus“ und „Casabella“. Banfi förderte den Italienischen Rationalismus und war Antifaschist. Er schloss sich der Bewegung Giustizia e Libertà und war Mitglied der Aktionspartei, später auch Teil der Comitato di Liberazione Nazionale (Komitee der nationalen Befreiung). Banfi und Belgiojoso wurden verraten und am 21. März 1944 inhaftiert, Rogers floh in die Schweiz, da er jüdischer Abstammung war. Banfi und Belgiojoso wurden zuerst ins Durchgangslager Fossoli deportiert, von dort ins Durchgangslager Bozen und schließlich ins KZ Mauthausen. Gianluigi Banfi starb am 10. April 1945 an Unterernährung in Gusen. Belgiojoso wurde am 5. Mai 1945 befreit. Zusammen mit dem zurückgekehrten Rogers nahm das BBPR seine Tätigkeit wieder auf. Die Gruppe gestaltete unter anderem einige Gedächtnisorte. |
|              | HIER WOHNTE ANGELO BARBAGLIA GEBOREN 1896 VERHAFTET 3.3.1944 DEPORTIERT MAUTHAUSEN ERMORDET 15.9.1944 HARTHEIM                 | Via Caccialepori, 4                           | Angelo Barbaglia (1896–1945) |
|              | HIER WOHNTE GUGLIELMO BARBÒ GEBOREN 1888 VERHAFTET 31.7.1944 DEPORTIERT FLOSSENBÜRG ERMORDET 14.12.1944                        | Via Uberto Visconti di Modrone, 20            | Guglielmo Barbò (1888–1944) |
|              | HIER WOHNTE ETTORE BARZINI GEBOREN 1911 VERHAFTET 11.12.1943 DEPORTIERT MAUTHAUSEN ERMORDET 13.3.1945 MELK                     | Piazza Castello, 20                           | Ettore Barzini (1911–1945) |
|              | HIER WOHNTE ADELE BASEVI LOMBROSO GEBOREN 1868 VERHAFTET 1.12.1943 DEPORTIERT AUSCHWITZ ERMORDET 5.2.1944                      | Via Vespri Siciliani 71 ·                     | Adele Basevi Lombroso wurde am 7. August 1866 in Brescia geboren. Sie war die Tochter von Alessandro Basevi und Silvia Finzi. Sie heiratete Gerolamo Lombroso. Das Paar hatte eine Tochter, Renata. Nach der Machtergreifung der Nationalsozialisten in Oberitalien im September 1943 wurde jenen Bürgern, die Juden an die SS verrieten, deren Wohnung versprochen. Die betagte Dame wurde am 1. Dezember 1943 von deutschen Nationalsozialisten verhaftet, mit dem Konvoi No. 6 am 30. Januar 1944 ins Konzentrationslager Auschwitz deportiert, langte dort am 6. Februar 1944 ein und wurde am Tag ihrer Ankunft ermordet. Ihre Tochter konnte überleben, weil sie nach ihrer Heimkehr von der Arbeit von der Portiersfrau gewarnt und versteckt wurde. |
|              | HIER WOHNTE LUIGI BASSI GEBOREN 1895 VERHAFTET 21.3.1944 DEPORTIERT MAUTHAUSEN ERMORDET 28.1.1945 GUSEN                        | Via Vincenzo Monti, 92                        | Luigi Bassi (1895–1945) |
|              | HIER WOHNTE LEA BEHAR GEBOREN 1900 VERHAFTET 8.11.1943 DEPORTIERT AUSCHWITZ ERMORDET                                           | Via Casella, 41                               | Lea Behar (1900–1943/45) |
|              | HIER WOHNTE SANTO BENCICH GEBOREN 1900 VERHAFTET 11.3.1944 DEPORTIERT MAUTHAUSEN ERMORDET 24.8.1944                            | Via Grivola, 18                               | Santo Bencich (1900–1944) |
|              | HIER WOHNTE GIOVANNI BERGAMASCHI GEBOREN 1914 VERHAFTET 18.12.1944 DEPORTIERT MAUTHAUSEN ERMORDET 21.4.1945 GUSEN              | Via Sidney Sonnino, 2                         | Giovanni Bergamaschi (1914–1945) |
|              | HIER WOHNTE GIUSEPPE BERNA GEBOREN 1903 VERHAFTET 11.3.1944 DEPORTIERT MAUTHAUSEN VERSTORBEN 10.5.1945                         | Via privata Hermada, 4                        | Giuseppe Berna (1903–1945) |
|              | HIER WOHNTE LUIGI BERTACCHI GEBOREN 1901 VERHAFTET 29.12.1943 DEPORTIERT MAUTHAUSEN ERMORDET 8.5.1944                          | Via Ludovico il Moro, 81                      | Luigi Bertacchi (1901–1944) |
|              | HIER WOHNTE EGIDIO BERTAZZONI GEBOREN 1894 VERHAFTET 1.3.1944 DEPORTIERT MAUTHAUSEN ERMORDET 24.8.1944 SCHLOSS HARTHEIM        | Via Giacinto Mompiani, 10                     | Egidio Bertazzoni (1894–1944) |
|              | HIER WOHNTE FRANCESCO BESSO GEBOREN 1921 VERHAFTET 9.9.1943 INTERNIERT RODI ERMORDET 27.2.1944                                 | Via Sant'Antonio, 1                           | Francesco Besso (1921–1944) |
|              | HIER WOHNTE CARLO BIANCHI GEBOREN 1912 VERHAFTET 27.4.1944 DEPORTIERT FOSSOLI ERMORDET 1.1.1944 CIBENO                         | Via Villoresi, 24                             | Carlo Bianchi (1912–1944) |
|              | HIER WOHNTE LIVIA BIANCHINI ZAMATTO GEBOREN 1865 VERHAFTET 13.12.1944 DEPORTIERT MAILAND SAN VITTORE ERMORDET 1.1.1945         | Via Cesare Correnti, 12                       | Livia Bianchini Zamatto (1865–1945) |
|              | HIER WOHNTE ENRICHETTA BLUM GEBOREN 1911 VERHAFTET 20.9.1944 DEPORTIERT AUSCHWITZ ERMORDET                                     | Via Antonio Vallisneri, 2                     | Enrichetta Blum (1911–1944/45) |
|              | HIER WOHNTE ANNITA BOLAFFI LATIS GEBOREN 1892 VERHAFTET NOV. 1943 DEPORTIERT AUSCHWITZ ERMORDET                                | Via Filippo Carcano, 5                        | Annita Bolaffi Latis (1892–1943/45). In Osimo wurde auch ein Stolperstein für sie verlegt. |
|              | HIER WOHNTE MICHELANGELO BÖHM GEBOREN 1867 VERHAFTET 13.12.1943 DEPORTIERT AUSCHWITZ ERMORDET 6.2.1944                         | Via De Amicis, 45                             | Michelangelo Böhm (1867–1944) |
|              | HIER WOHNTE GIOVANNI BONACINA GEBOREN 1885 VERHAFTET 17.6.1944 DEPORTIERT FLOSSENBÜRG ERMORDET 9.1.1945                        | Corso XXII marzo, 4                           | Giovanni Bonacina (1885–1945) |
|              | HIER WOHNTE EZIO BORTOLOTTI GEBOREN 1923 VERHAFTET 18.12.1944 DEPORTIERT MAUTHAUSEN ERMORDET 30.4.1945 GUSEN                   | Via via Gadames, 119                          | Ezio Bortolotti (1923–1945) |
|              | HIER WOHNTE EGIDIO BOSÈ GEBOREN 1905 VERHAFTET 24.6.1944 DEPORTIERT FLOSSENBÜRG ERMORDET 10.1.1945 GUSEN                       | Via Cesare Brivio, 7                          | Egidio Bosè (1905–1945) |
|              | HIER WOHNTE EMMA BOVI GEBOREN 1888 VERHAFTET 15.3.1944 DEPORTIERT RAVENSBRÜCK ERMORDET 25.3.1945 FÜRSTENBERG                   | Via Bezzecca, 1                               | Emma Bovi (1888–1945) |
|              | HIER WOHNTE OTELLO BRACCIALARGHE GEBOREN 1880 VERHAFTET 17.8.1944 DEPORTIERT FLOSSENBÜRG ERMORDET 2.10.1944                    | Viale Monte Nero, 48                          | Otello Braccialarghe (1880–1944) |
|              | HIER WOHNTE FERDINANDO BRENNA GEBOREN 1910 VERHAFTET 10.12.1943 INTERNIERT FOSSOLI ERMORDET 12.7.1944 CIBENO DI CARPI          | Via Petrarca, 16                              | Ferdinando Brenna (1910–1944) |
|              | HIER WOHNTE GIUSEPPE CAJELLI GEBOREN 1885 VERHAFTET 3.3.1944 DEPORTIERT MAUTHAUSEN ERMORDET 22.4.1945 GUSEN                    | Via Bernardino de’ Conti, 6                   | Giuseppe Cajelli (1885–1945) |
|              | HIER WOHNTE JOLE CAMERINI GOLDSCHMIEDT GEBOREN 1894 VERHAFTET 10.12.1943 DEPORTIERT AUSCHWITZ ERMORDET                         | Via Faruffini, 13                             | Jole Camerini Goldschmiedt (1894–1943/45) |
|              | HIER WOHNTE AMBROGIO CAMPI GEBOREN 1902 VERHAFTET 24.11.1943 DEPORTIERT MAUTHAUSEN ERMORDET 25.2.1945 EBENSEE                  | Via Privata Atene, 3                          | Ambrogio Campi (1902–1945) |
|              | HIER WOHNTE ENZO CAPITANO GEBOREN 1927 VERHAFTET 22.12.1944 DEPORTIERT MAUTHAUSEN GESTORBEN 9.5.1945                           | Via Stradella, 13                             | Enzo Capitano (1927–1945) |
|              | HIER WOHNTE LUIGI PIETRO CAPPELLETTI GEBOREN 1894 VERHAFTET 12.3.1944 DEPORTIERT MAUTHAUSEN ERMORDET 8.4.1944 GUSEN            | Via Perugino, 15                              | Luigi Pietro Cappelletti (1894–1944) |
|              | HIER WOHNTE SEBASTIANO CAPPELLO GEBOREN 1922 VERHAFTET AUG. 1944 DEPORTIERT DACHAU ERMORDET NEUENGAMME                         | Via Ausonio, 20                               | Sebastiano Cappello (1922–1944/45) |
|              | HIER WOHNTE DAVIDE CARLINI GEBOREN 1910 VERHAFTET 28.3.1944 INTERNIERT FOSSOLI ERMORDET 12.7.1944 CIBENO DI CARPI              | Davide Carlini (1910–1944)                    | |
|              | HIER WOHNTE IDA CASES VALABREGA GEBOREN 1877 VERHAFTET 19.2.1944 DEPORTIERT AUSCHWITZ ERMORDET 10.4.1944                       | Via Daniele Crespi 3                          | Ida Cases Valabrega (1877–1944) |
|              | HIER WOHNTE ATEO CASTELLANI GEBOREN 1925 VERHAFTET 11.7.1944 DEPORTIERT FLOSSENBÜRG ERMORDET 6.1.1945                          | Via Giovanni Terruggia, 6                     | Ateo Castellani (1925–1945) |
|              | HIER WOHNTE BRENNO CAVALLARI GEBOREN 1893 VERHAFTET 16.3.1944 INTERNIERT FOSSOLI ERMORDET 12.7.1944 CIBENO DI CARPI            | Via Aselli, 28                                | Brenno Cavallari (1893–1944) |
|              | HIER WOHNTE GIUSEPPE CECCATELLI GEBOREN 1912 VERHAFTET 30.11.1943 DEPORTIERT MAUTHAUSEN ERMORDET 22.6.1944 GUSEN               | Via Nino Oxilia, 21                           | Giuseppe Ceccatelli (1912–1944) |
|              | HIER WOHNTE ERNESTO CELADA GEBOREN 1917 VERHAFTET INTERNIERT FOSSOLI ERMORDET 12.7.1947 CIBENO DI CARPI                        | Via Fonanesi, 2                               | Ernesto Celada (1917–1944) |
|              | HIER WOHNTE UMBERTO CHIONNA GEBOREN 1911 VERHAFTET 17.3.1944 DEPORTIERT MAUTHAUSEN ERMORDET 23.4.1945                          | Via Carlo Farini, 35                          | Umberto Chionna (1911–1945) |
|              | HIER WOHNTE CARLO CIOCCA GEBOREN 1905 VERHAFTET 2.3.1944 DEPORTIERT MAUTHAUSEN ERMORDET 20.11.1944 EBENSEE                     | Via Palmieri, 18                              | Carlo Ciocca (1905–1944) |
|              | HIER WOHNTE FERRUCCIO CODÉ GEBOREN 1910 VERHAFTET FEB. 1944 DEPORTIERT MAUTHAUSEN ERMORDET 19.4.1945                           | Via Catullo, 10                               | Ferruccio Codè (1910–1945) |
|              | HIER WOHNTE COSTANTINO CODINI GEBOREN 1912 VERHAFTET FEB. 1944 DEPORTIERT MAUTHAUSEN ERMORDET 14.6.1944 EBENSEE                | Via Ceresio, 3                                | Costantino Codini (1912–1944) |
|              | HIER WOHNTE DANTE COEN GEBOREN 1910 VERHAFTET 26.7.1944 DEPORTIERT AUSCHWITZ ERMORDET 4.4.1945 BUCHENWALD                      | Via Plinio 20 ·                               | Dante Coen wurde am 24. August 1910 in Ancona geboren. Er war der Sohn von Arrigo Coen und Ilde Portaleone. Er hatte zehn Brüder (Aldo, Attilio, Brenno, Bruno, Enzo, Franco, Manfred, Nello, Remo und Umberto) und vier Schwestern (Dina, Floretta, Lina und Romilda). Er heiratete Angelina Giustacchini. Das Paar hatte eine Tochter, Ornella. Er wurde am 26. Juli 1944 von deutschen Nationalsozialisten verhaftet, mit dem Konvoi No. 14 am 2. August 1944 ins Konzentrationslager Auschwitz deportiert und langte dort am 6. August 1944 ein. Seine Häftlingsnummer war 190841. Er wurde, mutmaßlich nach einem Todesmarsch, am 4. April 1945 im KZ Buchenwald ermordet. Zumindest seine Geschwister Romilde und Umberto wurden ebenfalls Opfer des Holocaust. |
|              | HIER WOHNTE AMBROGIO COLOMBO GEBOREN 1911 VERHAFTET 28.8.1944 DEPORTIERT DACHAU ERMORDET 3.2.1945 BUCHENWALD                   | Via Carlo Farini, 5                           | Ambrogio Colombo (1911–1945) |
|              | HIER WOHNTE ANGELO COLOMBO GEBOREN 1870 VERHAFTET 2.11.1944 DEPORTIERT BOZEN ERMORDET 10.4.1945                                | Via Pinamonte da Vimercate, 10                | Angelo Colombo (1870–1945) |
|              | HIER WOHNTE ARTURO COLOMBO GEBOREN 1898 VERHAFTET 13.11.1943 DEPORTIERT MAUTHAUSEN ERMORDET 25.8.1944 SCHLOSS HARTHEIM         | Via Alfredo Cappellini,16                     | Arturo Colombo (1898–1944) |
|              | HIER WOHNTE TULLIO COLOMBO GEBOREN 1913 VERHAFTET 29.10.1943 INHAFTIERT MAILAND S. VITTORE ERMORDET 20.11.1943                 | Via Giulio Cesare Procaccini, 43              | Tullio Colombo (1913–1943) |
|              | HIER WOHNTE CORINNA CORINALDI SEGRE GEBOREN 1885 VERHAFTET 13.12.1943 DEPORTIERT 1944 AUSCHWITZ ERMORDET 26.2.1944             | Viale Bianca Maria, 21                        | Corinna Corinaldi Segre (1885–1944) |
|              | HIER WOHNTE EUGENIA CUZZERI CAMINADA GEBOREN 1880 VERHAFTET 26.4.1944 DEPORTIERT AUSCHWITZ GESTORBEN 31.3.1945                 | Via della Sila, 27                            | Eugenia Cuzzeri Caminada (1880–1945) |
|              | | Via Canonica Luigi, 3                         | Manfredo Dal Pozzo (1904–1944) |
|              | HIER WOHNTE SARA DANA GEBOREN 1927 VERHAFTET 29.12.1943 DEPORTIERT AUSCHWITZ ERMORDET                                          | Via Casella, 41                               | Sara Dana (1927–1944/45) |
|              | HIER WOHNTE LUCIA DE BENEDETTI GEBOREN 1911 VERHAFTET 1.11.1944 DEPORTIERT RAVENSBRÜCK ERMORDET 20.3.1945                      | Via Mozart, 2                                 | Lucia De Benedetti (1911–1945) |
|              | HIER WOHNTE MARIO DE BENEDETTI GEBOREN 1892 VERHAFTET 23.11.1943 DEPORTIERT AUSCHWITZ ERMORDET 7.4.1945 SEESEN                 | Via Gesù, 4                                   | Mario De Benedetti (1892–1945) |
|              | HIER WOHNTE ETTA DE BENEDETTI REINACH GEBOREN 1904 VERHAFTET NOV. 1943 DEPORTIERT AUSCHWITZ ERMORDET                           | Via De Togni, 10                              | Etta De Benedetti Reinach (1904–1943/45) |
|              | HIER WOHNTE PIERO DE BENEDETTI GEBOREN 1929 VERHAFTET NOV. 1943 DEPORTIERT AUSCHWITZ ERMORDET                                  | Via De Togni, 10                              | Piero De Benedetti Reinach (1929–1943/45) |
|              | HIER WOHNTE UGO DE BENEDETTI GEBOREN 1893 VERHAFTET NOV. 1943 DEPORTIERT AUSCHWITZ ERMORDET                                    | Via De Togni, 10                              | Ugo De Benedetti Reinach (1893–1943/45) |
|              | HIER WOHNTE FERDINANDO DE CAPITANI GEBOREN 1891 VERHAFTET 2.3.1944 DEPORTIERT MAUTHAUSEN ERMORDET 18.7.1944 HARTHEIM           | Via della Moscova, 49                         | Ferdinando De Capitani (1891–1944) |
|              | HIER ARBEITETE ANTONIO DE GIORGI GEBOREN 1904 VERHAFTET 10.3.1944 DEPORTIERT MAUTHAUSEN ERMORDET 20.3.1945 GUSEN               | Via Borgonuovo, 5                             | Antonio De Giorgi (1904–1945) |
|              | HIER WOHNTE MELCHIORRE DE GIULI GEBOREN 1906 VERHAFTET 7.8.1944 DEPORTIERT DACHAU ERMORDET 24.2.1945 ÜBERLINGEN                | Via Milazzo 4 ·                               | Melchiorre De Giuli wurde am 7. Februar 1906 in Motta Visconti in der Provinz Milano geboren. In jungen Jahren war ein Anhänger der Faschisten, wandte sich in den 1930er Jahren von der Bewegung ab und wurde zu einem expliziten Gegner Mussolinis und seines Regimes. Er schloss sich der Widerstandsbewegung Giustizia e Libertà an und war von 1934 bis 1938 als politischer Gefangener auf der Insel Ponza interniert. Nach dem Waffenstillstand von Cassibile und der folgenden Machtergreifung der deutschen Nationalsozialisten in Norditalien schloss er sich den lombardischen Gruppi di Azione Patriottica an, kleinen Widerstandsgruppen, die von der Kommunistischen Partei Italiens begründet wurden. Er wurde am 7. August 1944 in Mailand von deutschen Nationalsozialisten verhaftet und zuerst nach Bozen, später ins KZ Dachau deportiert. De Giuli kam ins KZ-Außenlager Überlingen-Aufkirch, einem Außenlager Dachaus, in dem 700 KZ-Häftlinge beim Bau des Goldbacher Stollens eingesetzt wurden, in welchen die Rüstungsbetriebe aus Friedrichshafen verlagert werden sollten. Dort wurde er am 24. Februar 1945 ermordet. |
|              | | Via Ariosto, 3                                | Luigi Del Monte (1897–1943/45) |
|              | HIER WOHNTE VITTORINO DE SEMO GEBOREN 1900 VERHAFTET 6.12.1943 DEPORTIERT AUSCHWITZ ERMORDET                                   | Via Mascheroni, 8                             | Vittorino De Semo (1900–1943/45) |
|              | HIER WOHNTE LUIGI DUCI GEBOREN 1900 VERHAFTET 12.3.1944 DEPORTIERT MAUTHAUSEN ERMORDET 25.1.1945 GUSEN                         | Via Luigi Ornato, 55                          | Luigi Duci (1900–1945) |
|              | HIER WOHNTE GIOVANNI DOLFI GEBOREN 1914 VERHAFTET 10.3.1944 DEPORTIERT MAUTHAUSEN ERMORDET 24.3.1945                           | Via Principe Eugenio, 15                      | Giovanni Dolfi (1914–1945) |
|              | HIER WOHNTE GINO EMANUELE ERRERA GEBOREN 1893 VERHAFTET 21.2.1944 DEPORTIERT AUSCHWITZ ERMORDET                                | Via Settembrini, 5                            | Gino Emanuele Errera (1893–1944/45) |
|              | HIER WOHNTE ANGELO FABELLO GEBOREN 1897 VERHAFTET 18.10.1943 DEPORTIERT MAUTHAUSEN ERMORDET 8.3.1945 GUSEN                     | Via Paracelso, 5                              | Angelo Fabello (1897–1945) |
|              | HIER WOHNTE CESARE FANO GEBOREN 1868 VERHAFTET 18.12.1943 DEPORTIERT AUSCHWITZ ERMORDET 6.2.1944                               | Via Corridoni, 1                              | Cesare Fano (1868–1944) |
|              | HIER WOHNTE CARLO FERRETTI GEBOREN 1900 VERHAFTET 16.11.1943 DEPORTIERT MAUTHAUSEN ERMORDET 17.2.1945 GUSEN                    | Via Ponte Seveso, 19                          | Carlo Ferretti (1900–1945) |
|              | HIER WOHNTE ALVARO FILIPPI GEBOREN 1924 VERHAFTET 22.12.1944 DEPORTIERT MAUTHAUSEN ERMORDET 26.4.1945 GUSEN                    | Viale Certosa, 97                             | Alvaro Filippi (1924–1945) |
|              | HIER WOHNTE CESARE FINZI GEBOREN 1892 VERHAFTET 1.11.1943 DEPORTIERT AUSCHWITZ ERMORDET 3.2.1945 MAUTHAUSEN                    | Via Sardegna, 21                              | Cesare Finzi (1892–1945) |
|              | HIER WOHNTE EDGARDO FINZI GEBOREN 1889 VERHAFTET 22.4.1944 DEPORTIERT AUSCHWITZ ERMORDET 6.8.1944                              | Via Mario Pagano, 36                          | Edgardo Finzi (1889–1944) |
|              | HIER WOHNTE EDGARDO FINZI GEBOREN 1897 VERHAFTET 26.8.1944 DEPORTIERT AUSCHWITZ GESTORBEN 23.5.1945                            | Via Filippino Lippi, 33                       | Edgardo Finzi (1897–1945) |
|              | HIER WOHNTE EMMA LAURA FINZI GEBOREN 1905 VERHAFTET 25.10.1943 DEPORTIERT AUSCHWITZ ERMORDET                                   | Via Mario Giuriati, 5                         | Emma Laura Finzi (1905–194?) |
|              | HIER WOHNTE WILLIAM FINZI GEBOREN 1900 VERHAFTET 10.5.1944 DEPORTIERT AUSCHWITZ ERMORDET 7.2.1945 MAUTHAUSEN                   | Via Conca del Naviglio, 7                     | William Finzi (1900–1945) |
|              | HIER WOHNTE ANGELO FIOCCHI GEBOREN 1911 VERHAFTET 2.3.1944 DEPORTIERT MAUTHAUSEN ERMORDET 7.4.1945 EBENSEE                     | Viale Lombardia, 65                           | Angelo Fiocchi (1911–1945) |
|              | HIER WOHNTE IGINIA FIORENTINO GEBOREN 1872 VERHAFTET 3.12.1943 DEPORTIERT AUSCHWITZ ERMORDET 6.2.1944                          | Via Plinio, 70                                | Iginia Fiorentino (1872–1944) |
|              | HIER WOHNTE SAMUEL EMILIO FIORENTINO GEBOREN 1872 VERHAFTET 29.1.1944 DEPORTIERT AUSCHWITZ ERMORDET 6.2.1944                   | Via Piolti de’ Bianchi, 18                    | Samuel Emilio Fiorentino (1872–1944) |
|              | HIER WOHNTE BIANCA FOÀ GEBOREN 1905 VERHAFTET 26.11.1943 DEPORTIERT AUSCHWITZ ERMORDET 30.9.1944                               | Via Cambiasi, 3                               | Bianca Foà (1905–1944) |
|              | HIER WOHNTE ENRICA F0À GEBOREN 1927 VERHAFTET 31.10.1943 DEPORTIERT AUSCHWITZ ERMORDET 11.12.1943                              | Via Botta, 15                                 | Enrica Foà (1927–1943) |
|              | HIER WOHNTE GIORGIO F0À GEBOREN 1932 VERHAFTET 31.10.1943 DEPORTIERT AUSCHWITZ ERMORDET 11.12.1943                             | Via Botta, 15                                 | Giorgio Foà (1932–1943) |
|              | HIER WOHNTE PIO F0À GEBOREN 1894 VERHAFTET 31.10.1943 DEPORTIERT AUSCHWITZ ERMORDET 15.12.1943                                 | Via Botta, 15                                 | Pio Foà (1894–1943) |
|              | HIER WOHNTE ERMANNO FONTANELLA GEBOREN 1906 VERHAFTET 22.10.1943 DEPORTIERT AUSCHWITZ ERMORDET 19.1.1945                       | Via Pietro Cossa, 5                           | Ermanno Fontanella (1906–1945) |
|              | HIER WOHNTE MARIA FONTANIN FILLINICH GEBOREN 1889 VERHAFTET 15.6.1944 DEPORTIERT RAVENSBRÜCK ERMORDET MÄRZ 1945                | Via del Caravaggio, 2                         | Maria Fontanin Fillinich (1889–1945) |
|              | HIER WOHNTE GIULIA FORTI BASEVI GEBOREN 1884 VERHAFTET 5.12.1943 DEPORTIERT AUSCHWITZ ERMORDET                                 | Via Bronzetti, 33                             | Giulia Forti Basevi (1884–1943/45) |
|              | HIER WOHNTE LUIGI FRAZZA GEBOREN 1899 VERHAFTET 1.3.1944 DEPORTIERT MAUTHAUSEN ERMORDET 24.6.1944 EBENSEE                      | Via Nicola Palmieri, 22                       | Luigi Frazza (1899–1944) |
|              | HIER WOHNTE ANTONIA FRIGERIO CONTE GEBOREN 1904 VERHAFTET 31.7.1944 DEPORTIERT RAVENSBRÜCK ERMORDET 26.3.1945                  | Via S. Eufemia, 19                            | Antonia Frigerio Conte (1904–1945) |
|              | HIER WOHNTE ALBERTO FUGAZZA GEBOREN 1881 VERHAFTET MAI 1944 INTERNIERT FOSSOLI ERMORDET 12.7.1944 CIBENO DI CARPI              | Via Carcano Filippo, 10                       | Alberto Fugazza (1881–1944) |
|              | HIER WOHNTE ROMEO GAROTTA GEBOREN 1909 VERHAFTET MÄRZ 1944 DEPORTIERT MAUTHAUSEN ERMORDET 27.6.1944                            | Viale Gian Galeazzo, 8                        | Romeo Garotta (1909–1944) |
|              | HIER WOHNTE ANTONIO GENTILI (GIANNI SANTOVITO) GEBOREN 1922 VERHAFTET 17.2.1944 DEPORTIERT MAUTHAUSEN ERMORDET 17.1.1945 GUSEN | Via Paravia, 84                               | Antonio Gentili (1922–1945) |
|              | HIER WOHNTE OTELLO GHIRARDELLI GEBOREN 1895 VERHAFTET 2.3.1944 DEPORTIERT MAUTHAUSEN ERMORDET 7.8.1944                         | Via Raffaello Sanzio, 4                       | Otello Ghirardelli (1895–1944) |
|              | HIER WOHNTE RAFFAELE GILARDINO GEBOREN 1917 VERHAFTET 2.8.1944 DEPORTIERT DACHAU BUCHENWALD ERMORDET 1.2.1945                  | Viale Piceno, 33                              | Raffaele Gilardino (1917–1945) |
|              | HIER WOHNTE RAFFAELLO GIOLLI GEBOREN 1889 VERHAFTET 14.9.1944 DEPORTIERT MAUTHAUSEN ERMORDET 5.1.1945 GUSEN                    | Via Giuriati, 16                              | Raffaello Giolli (1889–1945) |
|              | HIER WOHNTE LEO GIRO GEBOREN 1886 VERHAFTET 1.11.1944 DEPORTIERT FLOSSENBÜRG ERMORDET 17.2.1945                                | Via Passione, 11                              | Leo Giro (1886–1945) |
|              | HIER WOHNTE ORESTE GIUDICI GEBOREN 1918 VERHAFTET MÄRZ 1944 DEPORTIERT MAUTHAUSEN ERMORDET 8.4.1945                            | Via Salvator Rosa, 13                         | Oreste Giudici (1918–1945) |
|              | HIER WOHNTE GIORGIO GOLDSCHMIEDT GEBOREN 1890 VERHAFTET 10.12.1943 DEPORTIERT AUSCHWITZ ERMORDET                               | Via Faruffini, 13                             | Giorgio Goldschmiedt (1890–1943/45) |
|              | HIER WOHNTE MARIO GIULIANI GEBOREN 1924 VERHAFTET 19.7.1944 DEPORTIERT BUCHENWALD ERMORDET 19.3.1945                           | Via Terruggia, 6                              | Mario Giuliani (1924–1945) |
|              | HIER WOHNTE DAVIDE GUARENTI GEBOREN 1907 VERHAFTET 2.3.1944 INTERNIERT FOSSOLI ERMORDET 12.7.1944 CIBENO DI CARPI              | Viale Zara, 118                               | Davide Guarenti (1907–1944) |
|              | HIER WOHNTE COLETTE HAZAN GEBOREN 1934 VERHAFTET 8.11.1943 DEPORTIERT AUSCHWITZ ERMORDET 11.12.1943                            | Viale Piave, 42                               | Colette Hazan (1934–1943) |
|              | HIER WOHNTE GINETTE HAZAN GEBOREN 1931 VERHAFTET 8.11.1943 DEPORTIERT AUSCHWITZ ERMORDET 11.12.1943                            | Viale Piave, 42                               | Ginette Hazan (1931–1943) |
|              | HIER WOHNTE NISSIM HAZAN GEBOREN 1899 VERHAFTET 8.11.1943 DEPORTIERT AUSCHWITZ ERMORDET                                        | Viale Piave, 42                               | Ginette Hazan (1899–1943/45) |
|              | HIER WOHNTE WANDA VERA HEIMAN GEBOREN 1887 VERHAFTET 31.12.1943 DEPORTIERT AUSCHWITZ ERMORDE                                   | Corso Venezia, 39                             | Wanda Vera Heiman (1887–1943) |
|              | HIER WOHNTE THERESIA HERZ GEBOREN 1900 VERHAFTET 23.11.1943 DEPORTIERT AUSCHWITZ ERMORDET 17.7.1944                            | Via Gesù, 4                                   | Theresia Herz (1900–1944) |
|              | HIER WOHNTE ANTONIO INGEME GEBOREN 1916 VERHAFTET INTERNIERT FOSSOLI ERMORDET 12.7.1944 CIBENO DI CARPI                        | Via Menotti, 31                               | Antonio Ingeme (1916–1944) |
|              | HIER WOHNTE META MARYE KUTH VERHAFTET 28.5.1944 DEPORTIERT AUSCHWITZ ERMORDET                                                  | Via San Felice, 12                            | Meta Marye Kuth |
|              | HIER WOHNTE WANDA LABI GEBOREN 1904 VERHAFTET 6.12.1943 DEPORTIERT AUSCHWITZ ERMORDET                                          | Via Mascheroni, 8                             | Wanda Labi (1904–1943/45) |
|              | HIER WOHNTE LEA ELISA LANDAU GEBOREN 1886 VERHAFTET DEPORTIERT AUSCHWITZ ERMORDET                                              | Via Maiocchi, 26                              | Lea Elisa Landau (1886–1943/45) |
|              | HIER WOHNTE BAHIA LANIADO SILVERA GEBOREN 1891 VERHAFTET 2.12.1943 DEPORTIERT AUSCHWITZ ERMORDET 6.2.1944                      | Via Monte Rosa, 18                            | Bahia Laniado Silvera (1891–1943/45) |
|              | HIER WOHNTE LEONE LATIS GEBOREN 1886 VERHAFTET NOV. 1943 DEPORTIERT AUSCHWITZ ERMORDET                                         | Via Filippo Carcano, 5                        | Leone Latis (1886–1943/45) |
|              | HIER WOHNTE LILIANA LATIS GEBOREN 1921 VERHAFTET NOV. 1943 DEPORTIERT AUSCHWITZ ERMORDET                                       | Via Filippo Carcano, 5                        | Liliana Latis (1921–1943/45) |
|              | HIER WOHNTE FRIEDA LEHMANN GEBOREN 1914 VERHAFTET 1.12.1943 DEPORTIERT AUSCHWITZ ERMORDET                                      | Via Malpighi, 4                               | Frieda Lehmann (1914–1943/45) |
|              | HIER WOHNTE GIUSEPPE LENZI GEBOREN 1880 VERHAFTET 15.3.1944 DEPORTIERT MAUTHAUSEN ERMORDET 21.11.1944 GUSEN                    | Via Spontini 8 ·                              | Giuseppe Lenzi wurde am 23. Dezember 1880 in Palaia in der Provinz Pisa geboren. Er heiratete Sestilia Antonelli. Lenzi war Antifaschist. Nach dem Waffenstillstand von Cassibile und der folgenden Machtergreifung der deutschen Nationalsozialisten in Norditalien schloss er sich dem Partito d’Azione (Pd’A) an, einer politischen Partei, die 1942 im Untergrund für den Kampf gegen den Faschismus begründet wurde. Er wurde zu einem engen Mitarbeiter von Ferruccio Parri, einem führenden Vertreter des Pd’A, Partisanenchef und späteren Ministerpräsidenten Italiens. In Folge einer Denunziation wurde er am 15. März oder am 15. August 1944 von deutschen Nationalsozialisten verhaftet, zuerst ins Durchgangslager Fossoli, später ins KZ Mauthausen deportiert und am 21. November 1944 im Konzentrationslager Gusen ermordet. Am 20. Mai 1946 wurde Lenzi offiziell als Partisan für die Lombardei und freiwilliger Freiheitskämpfer in den Jahren 1943 und 1944 anerkannt. |
|              | HIER WOHNTE ROBERTO LEPETIT GEBOREN 1906 VERHAFTET 29.9.1944 DEPORTIERT MAUTHAUSEN ERMORDET 4.5.1945 EBENSEE                   | Via Benedetto Marcello, 8                     | Roberto Lepetit (1906–1945) |
|              | HIER WOHNTE ALDO LEVI GEBOREN 1898 VERHAFTET 4.12.1943 DEPORTIERT AUSCHWITZ ERMORDET 28.2.1944                                 | Via Donatello, 26a                            | Aldo Levi (1898–1944) |
|              | HIER WOHNTE ALDO LEVI GEBOREN 1912 VERHAFTET 26.11.1943 DEPORTIERT AUSCHWITZ ERMORDET                                          | Via Pompeo Cambiasi, 3                        | Aldo Levi (1912–1943/45) |
|              | HIER WOHNTE EMILIA AMALIA LEVI GEBOREN 1938 VERHAFTET 4.12.1943 DEPORTIERT AUSCHWITZ ERMORDET 26.2.1944                        | Via Donatello, 26a                            | Emilia Amalia Levi (1938–1944) |
|              | HIER WOHNTE FAUSTO LEVI GEBOREN 1892 VERHAFTET 30.10.1943 DEPORTIERT AUSCHWITZ ERMORDET                                        | Via Sant'Andrea, 14                           | Fausto Levi (1892–1943/45) |
|              | | Via Ariosto, 3                                | Giuseppe Levi (1862–1944) |
|              | HIER WOHNTE GIUSEPPE LEVI GEBOREN 1904 VERHAFTET 14.1.1944 DEPORTIERT AUSCHWITZ ERMORDET 28.2.1945 MAUTHAUSEN                  | Via Foppa, 11                                 | Giuseppe Levi (1904–1945) |
|              | HIER WOHNTE GUGLIELMO LEVI GEBOREN 1910 VERHAFTET 26.10.1943 DEPORTIERT AUSCHWITZ ERMORDET                                     | Via Ariosto, 3                                | Guglielmo Levi (1910–1943/45) |
|              | HIER WOHNTE GUIDO LEVI GEBOREN 1882 VERHAFTET 23.9.1943 DEPORTIERT AUSCHWITZ ERMORDET 11.12.1943                               | Via Castel Morrone, 12                        | Guido Levi (1882–1943) |
|              | HIER WOHNTE ITALO GUSTAVO LEVI GEBOREN 1931 VERHAFTET 4.12.1943 DEPORTIERT AUSCHWITZ ERMORDET 26.2.1944                        | Via Donatello, 26a                            | Italo Gustavo Levi (1931–1944) |
|              | HIER WOHNTE RENATO LEVI GEBOREN 1898 VERHAFTET 12.10.1943 DEPORTIERT AUSCHWITZ ERMORDET 23.1.1944                              | Via Fatebenefratelli, 12                      | Renato Levi (1898–1944) |
|              | | Via Ariosto, 3                                | Samuele Levi (1907–1943/45) |
|              | HIER WOHNTE AURELIA ALLEGRA LEVI FINZI GEBOREN 1874 VERHAFTET 25.10.1943 DEPORTIERT AUSCHWITZ ERMORDET 11.12.1943              | Via Mario Giuriati, 5                         | Aurelia Allegra Levi Finzi (1874–1943) |
|              | HIER WOHNTE ROMEO LOCATELLI GEBOREN 1897 VERHAFTET 20.11.1944 DEPORTIERT MAUTHAUSEN ERMORDET 9.4.1945 GUSEN                    | Viale Emilio Caldara, 11                      | Romeo Locatelli (1897–1945) |
|              | | Corso Magenta, 55                             | Olga Lövvy Segre (1878–1944) |
|              | HIER WOHNTE LUIGI LUINETTI GEBOREN 1904 VERHAFTET 27.11.1943 DEPORTIERT MAUTHAUSEN ERMORDET 4.2.1945 GUSEN                     | Via Albertinelli, 5                           | Luigi Luinetti (1904–1945) |
|              | HIER WOHNTE MARIO LUPERINI GEBOREN 1920 VERHAFTET 16.3.1944 DEPORTIERT MAUTHAUSEN ERMORDET 15.3.1945                           | Via Giuseppe Colombo, 64                      | Mario Luperini (1920–1945) |
|              | HIER WOHNTE MARGHERITA LUZZATTO BÖHM GEBOREN 1878 VERHAFTET 13.12.1943 DEPORTIERT AUSCHWITZ ERMORDET 26.2.1944                 | Via De Amicis, 45                             | Margherita Luzzatto Böhm (1878–1944) |
|              | HIER WOHNTE MARIO LUZZATTO GEBOREN 1912 VERHAFTET 21.4.1944 DEPORTIERT AUSCHWITZ ERMORDET 16.9.1944                            | Via Bartolomeo Eustachi, 36                   | Mario Luzzatto (1912–1944) |
|              | HIER WOHNTE MARIO MADÉ GEBOREN 1928 VERHAFTET 12.3.1944 DEPORTIERT MAUTHAUSEN ERMORDET 1945 GUSEN                              | Via Abbadesse, 25                             | Mario Luzzatto (1928–1945) |
|              | HIER WOHNTE GIUSEPPE MALAGODI GEBOREN 1894 VERHAFTET 10.12.1943 DEPORTIERT MAUTHAUSEN ERMORDET 29.3.1945 GUSEN                 | Via Marcona, 34                               | Giuseppe Malagodi (1894–1945) |
|              | HIER WOHNTE AQUILINO MANDELLI GEBOREN 1908 VERHAFTET 18.10.1943 DEPORTIERT MAUTHAUSEN ERMORDET 8.3.1945 GUSEN                  | Via Virgili Inama,24                          | Aquilino Mandelli (1908–1945) |
|              | HIER WOHNTE ANTONIO MANZI GEBOREN 1913 VERHAFTET 20.2.1944 INTERNIERT FOSSOLI ERMORDET 12.7.1944 CIBENO DI CARPI               | Via Nirone, 5                                 | Antonio Manzi (1913–1944) |
|              | HIER WOHNTE GINO MARINI GEBOREN 1894 VERHAFTET 25.5.1944 INTERNIERT FOSSOLI ERMORDET 12.7.1944 CIBENO DI CARPI                 | Via Cantoni Giovanni, 6                       | Gino Marini (1894–1944) |
|              | HIER DIENTE EMIDDIO MASTRODOMENICO LEVI GEBOREN 1922 VERHAFTET 30.6.1944 ERMORDET 20.8.1944 MASSAKER DER PIAZZALE LORETO       | Via Fatebenefratelli, 11                      | Emiddio Mastrodomenico (1922–1944) |
|              | HIER WOHNTE KAROLINE MAYER GEBOREN 1869 VERHAFTET 28.5.1944 DEPORTIERT AUSCHWITZ ERMORDET 30.6.1944                            | Via San Felice, 12                            | Karoline Mayer (1869–1944) |
|              | HIER WOHNTE GIUSEPPE MERLINI GEBOREN 1897 VERHAFTET 23.11.1943 DEPORTIERT REICHENAU ERMORDET 23.3.1945 KAHLA                   | Via Don Giovanni Verità, 7                    | Giuseppe Merlini (1897–1945) |
|              | HIER WOHNTE UGO MILLA GEBOREN 1893 VERHAFTET 13.10.1943 DEPORTIERT AUSCHWITZ ERMORDET 11.12.1943                               | Via Battaglia, 41                             | Ugo Milla (1894–1943) |
|              | HIER DIENTE ANGELO MOLINO GEBOREN 1924 VERHAFTET 30.9.1944 DEPORTIERT NEUENGAMME ERMORDET 10.4.1945                            | Via Fatebenefratelli, 11                      | Angelo Molino (1924–1945) |
|              | HIER WOHNTE VITTORIO MONDAZZI GEBOREN 1913 VERHAFTET 9.9.1943 DEPORTIERT KROATIEN GESTORBEN 6.5.1945 LIPIK                     | Via Scalvini, 8                               | Vittorio Mondazzi (1913–1945) |
|              | HIER WOHNTE ALESSANDRO MONETA GEBOREN 1883 VERHAFTET 4.11.1944 DEPORTIERT MAUTHAUSEN ERMORDET 20.1.1945 GUSEN                  | Piazzale Cadorna, 15                          | Alessandro Moneta (1883–1945) |
|              | HIER WOHNTE LUIGI MONTI GEBOREN 1906 VERHAFTET 9.5.1944 DEPORTIERT MAUTHAUSEN ERMORDET 21.1.1945 GUSEN                         | Via Sambuco, 15                               | Luigi Monti (1906–1945) |
|              | HIER WOHNTE ANACLETO MORANDI GEBOREN 1909 VERHAFTET 4.3.1944 DEPORTIERT MAUTHAUSEN ERMORDET 27.1.1945 EBENSEE                  | Via Eugenio Carpi, 3                          | Anacleto Morandi (1909–1945) |
|              | HIER WOHNTE PIETRO MORMINO GEBOREN 1907 VERHAFTET INTERNIERT FOSSOLI ERMORDET 12.7.1944 CIBENO DI CARPI                        | Via Pergolesi, 1                              | Pietro Mormino (1907–1944) |
|              | HIER WOHNTE FRANCESCO MOSCHETTINI GEBOREN 1914 VERHAFTET 21.9.1944 DEPORTIERT MAUTHAUSEN ERMORDET 24.1.1945 GUSEN              | Via Giuriati, 17                              | Francesco Moschettini (1914–1945) |
|              | HIER WOHNTE REBECCA NAHUM BLUM GEBOREN 1888 VERHAFTET 20.9.1944 DEPORTIERT AUSCHWITZ ERMORDET                                  | Via Antonio Vallisneri, 2                     | Rebecca Nahum Blum (1888–1944/45) |
|              | HIER WOHNTE LUIGI NEGRONI GEBOREN 1898 VERHAFTET 3.3.1944 DEPORTIERT MAUTHAUSEN ERMORDET 3.3.1945                              | Via Palmieri, 22                              | Luigi Negroni (1898–1945) |
|              | HIER WOHNTE GINO EMANUELE NEPPI GEBOREN 1890 VERHAFTET 6.11.1943 DEPORTIERT AUSCHWITZ ERMORDET                                 | Via Boscovich, 30                             | Gino Emanuele Neppi (1890–1943/45) |
|              | HIER WOHNTE GIORGIO NORSA GEBOREN 1881 VERHAFTET 3.12.1943 DEPORTIERT AUSCHWITZ ERMORDET 6.8.1944                              | Via Necchi, 14                                | Giorgio Norsa (1881–1944) |
|              | HIER WOHNTE EDOARDO OREFICE GEBOREN 1867 VERHAFTET 7.12.1943 DEPORTIERT AUSCHWITZ ERMORDET 6.2.1944                            | Via Aristide de Togni, 29                     | Edoardo Orefice (1867–1944) |
|              | HIER WOHNTE MARIO ORIANI GEBOREN 1925 VERHAFTET 12.1.1945 DEPORTIERT ERMORDET 22.3.1945 FÜRTH                                  | Via Varesina, 80                              | Mario Oriani (1925–1945) |
|              | HIER WOHNTE BEATRICE OTTOLENGHI GEBOREN 1900 VERHAFTET 20.1.1944 DEPORTIERT MAUTHAUSEN ERMORDET MELK                           | Via Francesco Hayez, 19                       | Beatrice Ottolenghi (1900–1944 oder 1945) |
|              | HIER ARBEITETE GIUSEPPE PAGANO GEBOREN 1896 VERHAFTET 5.9.1944 DEPORTIERT MAUTHAUSEN ERMORDET 22.4.1945 MELK                   | Via Sarfatti, 25 (vor der Università Bocconi) | Giuseppe Pagano Pogatschnig (1896–1945) war Architekt. |
|              | HIER WOHNTE UBALDO PANCERI GEBOREN 1891 VERHAFTET INTERNIERT FOSSOLI ERMORDET 12.7.1944 CIBENO DI CARPI                        | Via Mascheroni, 20                            | Ubaldo Panceri (1891–1944) |
|              | HIER WOHNTE DIONIGI PARIETTI GEBOREN 1905 VERHAFTET 2.3.1944 DEPORTIERT MAUTHAUSEN UMGEKOMMEN 9.5.1945 EBENSEE                 | Via Pinamonte da Vimercate, 11                | Dionigi Parietti (1905–1945) |
|              | HIER WOHNTE ARTURO PASUT GEBOREN 1906 VERHAFTET FEB. 1944 INTERNIERT FOSSOLI ERMORDET 12.7.1944 CIBENO DI CARPI                | Via Tracia, 3                                 | Arturo Pasut (1906–1944) |
|              | HIER WOHNTE DAVIDE PEDRETTI GEBOREN 1903 VERHAFTET 23.12.1944 DEPORTIERT MAUTHAUSEN ERMORDET 4.5.1945 GUSEN                    | Via Barnaba Oriani, 54                        | Davide Pedretti (1903–1945) |
|              | HIER WOHNTE ROMANO PERELLI GEBOREN 1900 VERHAFTET 12.3.1944 DEPORTIERT MAUTHAUSEN ERMORDET 8.12.1944 GUSEN                     | Via Nino Oxilia, 13                           | Romano Perelli (1900–1944) |
|              | HIER WOHNTE LODOVICO PETIT BON GEBOREN 1900 VERHAFTET 13.3.1944 DEPORTIERT MAUTHAUSEN ERMORDET 29.4.1944                       | Via Monte Rotondo, 9                          | Lodovico Petit Bon (1900–1944) |
|              | HIER WOHNTE ANTONIO PIAZZOLA GEBOREN 1908 VERHAFTET 21.8.1944 DEPORTIERT DACHAU ERMORDET 23.3.1945 MÜHLDORF                    | Viale Vittorio Veneto, 4                      | Antonio Piazzolla (1908–1945) |
|              | HIER ARBEITETE OTTAVIANO PIERACCINI GEBOREN 1898 VERHAFTET 10.3.1944 DEPORTIERT MAUTHAUSEN ERMORDET 30.3.1945                  | Via degli Olivetani, 4                        | Ottaviano Pieraccini |
|              | HIER ARBEITETE SEBASTIANO PIERI GEBOREN 1898 VERHAFTET 17.3.1944 DEPORTIERT MAUTHAUSEN ERMORDET 19.1.1945 GUSEN                | Piazza Filangeri, 2                           | Sebastiano Pieri |
|              | HIER WOHNTE ODORICO PIPERNO GEBOREN 1901 VERHAFTET 15.12.1943 DEPORTIERT AUSCHWITZ ERMORDET                                    | Via Bizzoni, 7                                | Odorico Piperno |
|              | HIER WOHNTE RAMBALDO PIPERNO GEBOREN 1930 VERHAFTET 15.12.1943 DEPORTIERT AUSCHWITZ ERMORDET                                   | Via Bizzoni, 7                                | Rambaldo Piperno |
|              | HIER WOHNTE RENZO PIPERNO GEBOREN 1932 VERHAFTET 15.12.1943 DEPORTIERT AUSCHWITZ ERMORDET 6.2.1944                             | Via Bizzoni, 7                                | Renzo Piperno |
|              | HIER WOHNTE ADRIANO POGLIAGHI GEBOREN 1923 VERHAFTET MÄRZ 1944 DEPORTIERT MAUTHAUSEN ERMORDET 26.4.1945 GUSEN                  | Via Zumbini, 39                               | Adriano Pogliaghi |
|              | HIER WOHNTE OTTO POPPER GEBOREN 1915 VERHAFTET 24.1.1944 DEPORTIERT MAUTHAUSEN ERMORDET 25.10.1944 LINZ                        | Via Mengoni, 2                                | Otto Michael Popper |
|              | HIER WOHNTE ENRICO POZZOLI GEBOREN 1895 VERHAFTET 28.8.1944 DEPORTIERT MAUTHAUSEN ERMORDET 16.1.1945                           | Via Carlo Farini, 5                           | Enrico Pozzoli |
|              | HIER WOHNTE MARIO POZZOLI GEBOREN 1914 VERHAFTET INTERNIERT FOSSOLI ERMORDET 12.7.1944 CIBENO DI CARPI                         | Via Rubens Pietro, 13                         | Mario Pozzoli |
|              | HIER WOHNTE GIUSEPPE PRATA GEBOREN 1908 VERHAFTET 7.9.1944 DEPORTIERT FLOSSENBÜRG ERMORDET 21.3.1945                           | Via Fatebenefratelli, 11                      | Giuseppe Prata |
|              | HIER WOHNTE MARIO PROVASI GEBOREN 1899 VERHAFTET 1.3.1944 DEPORTIERT MAUTHAUSEN ERMORDET 18.9.1944                             | Via Palmieri, 22                              | Mario Provasi |
|              | HIER WOHNTE GIORGIO PUECHER PASSAVALLI GEBOREN 1887 VERHAFTET 15.2.1944 DEPORTIERT MAUTHAUSEN ERMORDET 7.4.1945                | Via Broletto, 39                              | Giorgio Puecher Passavalli |
|              | HIER WOHNTE ANNA RABINOFF SCHWEINÖSTER GEBOREN 1881 VERHAFTET 13.10.1943 DEPORTIERT AUSCHWITZ ERMORDET 11.12.1943              | Via Mario Pagano, 50                          | Anna Rabinoff Schweinöster |
|              | HIER WOHNTE EMILIA RAFFAEL GEBOREN 1874 VERHAFTET 6.12.1943 DEPORTIERT AUSCHWITZ ERMORDET 6.2.1944                             | Via Mascheroni, 8                             | Emilia Raffael (1874–1944) |
|              | HIER WOHNTE ENRICO RAVENNA GEBOREN 1874 VERHAFTET 12.12.1943 DEPORTIERT AUSCHWITZ ERMORDET                                     | Foro Bonaparte, 18                            | Enrico Ravenna (1889–1943/45) |
|              | HIER WOHNTE GIULIO RAVENNA GEBOREN 1873 VERHAFTET 8.12.1943 DEPORTIERT FOSSOLI ERMORDET 18.2.1944                              | Via Giuseppe Rovani, 7                        | Giulio Ravenna |
|              | HIER WOHNTE UMBERTO RECALCATI GEBOREN 1887 VERHAFTET 10.3.1944 DEPORTIERT MAUTHAUSEN ERMORDET 15.12.1944 GUSEN                 | Viale Bligny, 26                              | Umberto Recalcati |
|              | HIER WOHNTE ERNESTO REINACH GEBOREN 1855 VERHAFTET NOV. 1943 DEPORTED AUSCHWITZ ERMORDET 7.12.1943 WÄHREND DES TRANSPORTS      | Via De Togni, 10                              | Ernesto Reinach |
|              | HIER WOHNTE INES REVERE GEBOREN 1902 VERHAFTET 3.12.1943 DEPORTIERT AUSCHWITZ ERMORDET                                         | Viale Monza, 90                               | Ines Revere |
|              | HIER WOHNTE OLGA REVERE GEBOREN 1897 VERHAFTET 3.12.1943 DEPORTIERT AUSCHWITZ ERMORDET                                         | Viale Monza, 90                               | Olga Revere |
|              | HIER WOHNTE VIRGINIO RIOLI GEBOREN 1917 INTERNIERT SEPT. 1943 DEPORTIERT MAINZ-KOSTHEIM ERMORDET 14.2.1945                     | Via Della Pergola, 1                          | Virginio Rioli |
|              | HIER WOHNTE MARIO RIVA GEBOREN 1895 VERHAFTET MÄRZ 1944 DEPORTIERT MAUTHAUSEN ERMORDET 5.5.1944 EBENSEE                        | Via Giuseppe Colombo, 64                      | Mario Riva (1895–1944) |
|              | HIER WOHNTE FRANCO ROVIDA GEBOREN 1903 VERHAFTET 9.5.1944 DEPORTIERT MAUTHAUSEN ERMORDET 21.2.1945 MELK                        | Piazzale Cuoco, 7                             | Franco Rovida (1903–1945) |
|              | HIER WOHNTE JENIDE RUSSO GEBOREN 1917 VERHAFTET 18.2.1944 DEPORTIERT RAVENSBRÜCK GESTORBEN 26.4.1945 BERGEN-BELSEN             | Via Giovanni Paisiello, 7                     | Jenide Russo (1917–1945) |
|              | HIER WOHNTE LUIGI SCHEZZI GEBOREN 1914 VERHAFTET 29.2.1944 DEPORTIERT MAUTHAUSEN ERMORDET 12.4.1945                            | Via Ceresio, 3                                | Luigi Schezzi (1914–1945) |
|              | HIER ARBEITETE ANDREA SCHIVO GEBOREN 1895 VERHAFTET JULI 1944 DEPORTIERT FLOSSENBÜRG ERMORDET 29.1.1945                        | Piazza Filangieri, 2                          | Andrea Schivo (1895–1945) |
|              | HIER WOHNTE ALBERTO SEGRE GEBOREN 1899 VERHAFTET 8.12.1943 DEPORTIERT AUSCHWITZ ERMORDET 27.4.1944                             | Corso Magenta 55 ·                            | Alberto Segre wurde am 12. Dezember 1899 in Mailand geboren. Seine Eltern waren Giuseppe Segre und Olga Loevvy. [ 53 ] Er musste in der letzten Phase des Ersten Weltkrieges an die Front, konnte aber trotzdem im Juli 1918 seinen Abschluss am Gymnasium Manzoni machen. Danach studierte er Wirtschaftswissenschaft und Handel und arbeitete nach dem erfolgreichen Abschluss im Familienunternehmen. Er war Antifaschist und verheiratet mit Lucia Foligno. Am 10. September 1930 wurde Tochter Liliana geboren. Einige Monate nach der Geburt der Tochter starb seine Ehefrau. Als sich die Verfolgung der italienischen Juden intensivierte, versteckte Segre seine Tochter mit gefälschten Dokumenten bei Freunden. Im Dezember 1943 versuchte er in die Schweiz zu fliehen, dies misslang. Vater und Tochter wurden in Selvetta di Viggiù in der Provinz Varese verhaftet. Sie wurden ins Gefängnis nach Varese gebracht, dann nach Como und schließlich nach Mailand. Am 30. Januar 1944 wurde Segre mit seiner Tochter ins KZ Auschwitz-Birkenau deportiert. Dort kamen sie sieben Tage später an. Hier wurden Vater und Tochter sofort getrennt. Alberto Segre wurde am 27. April 1944 in Auschwitz ermordet. [ 54 ] [ 55 ] [ 56 ] Am 18. Mai 1944 wurden Segres Eltern in Inverigo verhaftet. Sie wurden ebenfalls nach Auschwitz deportiert und hier am Tag ihrer Ankunft, dem 30. Juni 1944. ermordet. Seine Tochter war fast ein Jahr lang Zwangsarbeiterin in einer KZ-Munitionsfabrik. Sie überlebte drei weitere Selektionen, dann einen Todesmarsch nach Deutschland und wurde am 1. Mai 1945 befreit. Sie kehrte nach Italien zurück und heiratete 1948 Alfredo Belli Paci, der ebenfalls ein KZ-Überlebender war. Das Paar hatte drei Kinder. In den 1990er Jahren wurde sie einer der wichtigsten italienischen Zeitzeugen des Holocausts . 2004 erhielt sie den Verdienstorden der Italienischen Republik . [ 57 ] |
|              | | Corso Magenta, 55                             | Giuseppe Segre (1873–1944) |
|              | HIER WOHNTE EZIO SETTI GEBOREN 1887 VERHAFTET 11.3.1944 DEPORTIERT MAUTHAUSEN ERMORDET 11.9.1944                               | Viale Corsica, 43                             | Ezio Setti (1887–1944) |
|              | HIER WOHNTE AUGUSTO SILLA FABBRI GEBOREN 1905 VERHAFTET 11.3.1944 DEPORTIERT MAUTHAUSEN GESTORBEN 10.5.1945 GUSEN              | Via dei Cinquecento, 20                       | Augusto Silla Fabbri (1905–1945) |
|              | HIER WOHNTE LELIO SILVERA GEBOREN 1875 VERHAFTET 2.12.1943 DEPORTIERT AUSCHWITZ ERMORDET 6.2.1944                              | Via Monte Rosa, 18                            | Lelio Silvera (1875–1944) |
|              | HIER WOHNTE VIOLETTA SILVERA GEBOREN 1924 VERHAFTET 2.12.1943 DEPORTIERT AUSCHWITZ ERMORDET 6.2.1944                           | Via Monte Rosa, 18                            | Violetta Silvera (1924–1944) |
|              | HIER WOHNTE LIVIA SINIGALLIA PIPERNO GEBOREN 1906 VERHAFTET 15.12.1943 DEPORTIERT AUSCHWITZ ERMORDET 30.12.1944 DACHAU         | Via Bizzoni, 7                                | Livia Sinigallia Piperno (1906–1944) |
|              | HIER WOHNTE PIERO SONNINO GEBOREN 1900 VERHAFTET 25.12.1943 DEPORTIERT AUSCHWITZ ERMORDET 20.1.1945                            | Viale Cirene, 5                               | Piero Sonnino (1900–1945) |
|              | HIER WOHNTE MARIO SORDINI GEBOREN 1914 VERHAFTET 20.12.1944 DEPORTIERT FLOSSENBÜRG ERMORDET 6.3.1945                           | Via Morgantini, 3                             | Mario Sordini (1914–1945) |
|              | HIER WOHNTE DANTE SPALLANZANI GEBOREN 1907 VERHAFTET 11.3.1944 DEPORTIERT MAUTHAUSEN ERMORDET 31.1.1945 MELK                   | Viale Lombardia, 11                           | Dante Spallanzani (1907–1945) |
|              | HIER ARBEITETE MINO STEINER GEBOREN 1916 VERHAFTET 16.3.1944 DEPORTIERT MAUTHAUSEN ERMORDET 28.2.1945 EBENSEE                  | Viale Bianca Maria, 7 Porta Vittoria          | Mino Steiner (1916–1945) |
|              | HIER WOHNTE GIAN NATALE SUGLIA PASSERI GEBOREN 1923 VERHAFTET 31.7.1944 DEPORTIERT FLOSSENBÜRG ERMORDET 2.12.1944 HERSBRUCK    | Via Mario Pagano, 42                          | Gian Natale Suglia Passeri (1923–1944) |
|              | HIER ARBEITETE MICHELE TARANTINO (BRUNO) GEBOREN 1896 VERHAFTET 26.10.1944 DEPORTIERT MAUTHAUSEN ERMORDET 4.2.1945 GUSEN       | Via degli Etruschi, 2                         | Michele Tarantino (1896–1945) |
|              | HIER WOHNTE CARLOTTA THOMAS GEBOREN 1906 VERHAFTET 11.3.1944 DEPORTIERT MAUTHAUSEN ERMORDET 10.4.1945 BERGEN-BELSEN            | Via Emanuele Odazio, 6                        | Carlotta Regina Thomas (1906–1945) |
|              | HIER WOHNTE NAPOLEONE TIRALE GEBOREN 1889 VERHAFTET 25.11.1943 INTERNIERT FOSSOLI ERMORDET 12.7.1944 CIBENO DI CARPI           | Via Del Maino Giasone, 4                      | Napoleone Tirale (1898–1944) |
|              | HIER WOHNTE UMBERTO TONOLI GEBOREN 1900 VERHAFTET 9.6.1944 DEPORTIERT FLOSSENBÜRG ERMORDET 1.3.1945 GUSEN                      | Via Orti, 16                                  | Umberto Tonoli (1900–1945) |
|              | | Viale Coni Zugna, 17                          | Sergio Tornaghi (1914–1945) |
|              | HIER WOHNTE SILVIA USIGLI FANO GEBOREN 1879 VERHAFTET 18.12.1943 DEPORTIERT AUSCHWITZ ERMORDET 6.2.1944                        | Via Corridoni, 1                              | Silvia Usigli Fano (1879–1944) |
|              | HIER WOHNTE LUIGI VACCHINI GEBOREN 1883 VERHAFTET 1.3.1944 DEPORTIERT MAUTHAUSEN ERMORDET 1.4.1944 EBENSEE                     | Piazza Beccaria, 19                           | Luigi Vacchini (1883–1944) |
|              | HIER WOHNTE ALBERTO VALABREGA GEBOREN 1915 VERHAFTET 19.2.1944 DEPORTIERT AUSCHWITZ ERMORDET                                   | Via Daniele Crespi 3                          | Alberto Valabrega (1915–1944/1945) |
|              | HIER WOHNTE ALDO VALABREGA GEBOREN 1900 VERHAFTET 19.2.1944 DEPORTIERT AUSCHWITZ ERMORDET                                      | Via Daniele Crespi 3                          | Aldo Valabrega (1900–1944/1945) |
|              | HIER WOHNTE ALMA VALABREGA GEBOREN 1900 VERHAFTET 19.2.1944 DEPORTIERT AUSCHWITZ ERMORDET                                      | Via Daniele Crespi 3                          | Alma Valabrega (1900–1944/1945) |
|              | HIER WOHNTE BRUNO VALABREGA GEBOREN 1907 VERHAFTET DEPORTIERT KAUFERING ERMORDET 28.1.1945                                     | Via Strigelli 4                               | Bruno Valabrega (1907–1945) |
|              | HIER WOHNTE ANGELO VALAGUSSA GEBOREN 1922 VERHAFTET 19.2.1944 DEPORTIERT MAUTHAUSEN ERMORDET 14.3.1945                         | Viale Affori, 20                              | Angelo Valagussa (1909–1945) |
|              | HIER WOHNTE ALLEGRINA VARON GEBOREN 1914 VERHAFTET DEZ. 1944 DEPORTIERT RAVENSBRÜCK ERMORDET                                   | Via delle Forze Armate, 175a                  | Allegrina Varon (1914–1944/45) |
|              | HIER WOHNTE BOHOR NAHMAN VARON GEBOREN 1902 VERHAFTET 13.12.1943 DEPORTIERT AUSCHWITZ ERMORDET 6.2.1944                        | Via dei Cinquecento, 19                       | Bohor Nahman Varon (1902–1944) |
|              | HIER WOHNTE DORA VARON GEBOREN 1935 VERHAFTET 7.6.1944 DEPORTIERT AUSCHWITZ ERMORDET 30.6.1944                                 | Via dei Cinquecento, 19                       | Dora Varon (1935–1944) |
|              | HIER WOHNTE HASDAI VARON GEBOREN 1931 VERHAFTET 7.6.1944 DEPORTIERT AUSCHWITZ ERMORDET 30.6.1944                               | Via dei Cinquecento, 19                       | Hasdai Varon (1931–1944) |
|              | HIER WOHNTE IDA VARON GEBOREN 1918 VERHAFTET 3.12.1943 DEPORTIERT AUSCHWITZ ERMORDET 6.2.1944                                  | Via delle Forze Armate, 175a                  | Ida Varon (1918–1944) |
|              | HIER WOHNTE LEONE VARON GEBOREN 1942 VERHAFTET 7.6.1944 DEPORTIERT AUSCHWITZ ERMORDET 30.6.1944                                | Via dei Cinquecento, 19                       | Leone Varon (1942–1944) |
|              | HIER WOHNTE MOISÉ VARON GEBOREN 1881 VERHAFTET 5.12.1943 DEPORTIERT AUSCHWITZ ERMORDET 6.2.1944                                | Via delle Forze Armate, 179                   | Moisé Varon (1881–1944) |
|              | HIER WOHNTE SIGNURÙ VARON GEBOREN 1914 VERHAFTET 5.12.1942 DEPORTIERT AUSCHWITZ ERMORDET                                       | Via delle Forze Armate, 179                   | Signurù Varon (1914–1943/45) |
|              | HIER WOHNTE ALICE VENTURA BATTAGLIA GEBOREN 1894 VERHAFTET 6.8.1944 DEPORTIERT RAVENSBRÜCK ERMORDET 5.3.1945                   | Via Gallarate, 41                             | Alice Ventura Battaglia (1894–1945) |
|              | HIER WOHNTE GALILEO VERCESI GEBOREN 1891 VERHAFTET 7.3.1944 INTERNIERT FOSSOLI ERMORDET 12.7.1944 CIBENO DI CARPI              | Via Donizetti, 38                             | Galileo Vercesi (1891–1944) |
|              | HIER WOHNTE LUIGI VERCESI GEBOREN 1914 VERHAFTET 23.3.1944 DEPORTIERT FOSSOLI ERMORDET 12.7.1944 CIBENO                        | Via Paolo Sarpi, 10                           | Luigi Vercesi (1914–1944) |
|              | HIER WOHNTE DANILO VERONESI GEBOREN 1926 VERHAFTET 2.1.1944 DEPORTIERT MAUTHAUSEN ERMORDET 13.5.1944 EBENSEE                   | Via Pedroni, 9                                | Danilo Veronesi (1926–1945) |
|              | HIER WOHNTE ALFREDO VEZZANI GEBOREN 1885 VERHAFTET 7.3.1944 DEPORTIERT MAUTHAUSEN ERMORDET 24.4.1945                           | Via Monteverdi, 18                            | Alfredo Vezzani (1885–1945) |
|              | HIER WOHNTE DANTE VILLA GEBOREN 1922 VERHAFTET 10.3.1944 DEPORTIERT MAUTHAUSEN ERMORDET 22.4.1945                              | Via Padova, 100                               | Dante Villa (1922–1945) |
|              | HIER WOHNTE LUIGI VILLA GEBOREN 1910 VERHAFTET 14.3.1944 DEPORTIERT MAUTHAUSEN ERMORDET 7.9.1944 GUSEN                         | Via Romolo Gessi, 8                           | Luigi Villa (1910–1944) |
|              | HIER WOHNTE ALFREDO VIOLANTE GEBOREN 1888 VERHAFTET 1.12.1943 DEPORTIERT MAUTHAUSEN ERMORDET 24.4.1945                         | Via Washington, 79                            | Alfredo Violante (1888–1945) |
|              | HIER WOHNTE ELENA VITERBO LEVI GEBOREN 1900 VERHAFTET 4.12.1943 DEPORTIERT AUSCHWITZ ERMORDET                                  | Via Donatello, 26a                            | Elena Viterbo Levi (1900–1943/45) |
|              | HIER WOHNTE PAOLO LUIGI VOLPI GEBOREN 1886 VERHAFTET 1.3.1944 DEPORTIERT MAUTHAUSEN ERMORDET 5.10.1944 HARTHEIM                | Via Palmieri, 22                              | Paolo Luigi Volpi (1886–1944) |
|              | HIER WOHNTE GRETE WEISSENSTEIN DE FRANCESCO GEBOREN 1893 VERHAFTET OKT. 1944 DEPORTIERT MAUTHAUSEN ERMORDET 1.2.1945           | Via Renato Fucini, 5                          | Margarethe Weissenstein de Francesco (1893–1945) |
|              | HIER WOHNTE ALFREDO WINTER GEBOREN 1935 VERHAFTET 28.5.1944 DEPORTIERT AUSCHWITZ ERMORDET 30.6.1944                            | Via San Felice, 12                            | Alfredo Winter (1935–1944) |
|              | HIER WOHNTE REBECCA YOHAI VARON GEBOREN 1882 VERHAFTET 5.12.1943 DEPORTIERT AUSCHWITZ ERMORDET 6.2.1944                        | Via delle Forze Armate, 179                   | Rebecca Yohai Varon (1882–1944) |
|              | HIER WOHNTE GUIDO ZAMATTO GEBOREN 1916 VERHAFTET 10.5.1944 DEPORTIERT AUSCHWITZ ERMORDET 1944                                  | Via Correnti, 12                              | Guido Zamatto (1916–1944) |

## Verlegungen
Initiiert wurden die Stolpersteine in der lombardischen Hauptstadt von Liliana Segre. Ihr war wichtig, alle NS-Opfer Mailands zu berücksichtigen. Daher sind die ersten sechs Stolpersteine jeweils zur Hälfte Widerstandskämpfern und Opfern der rassistischen Verfolgung gewidmet. Die ersten Verlegungen in Mailand erfolgten durch den Künstler am 19. Januar 2017 im Rahmen einer Veranstaltungsreihe zum Internationalen Holocaust-Gedenktag (auf Italienisch: Giornata della Memoria). Die Namen aller Mailänder Opfer des NS-Regimes finden sich im Memoriale della Shoah.
- 19. Januar 2017
- 18. Januar 2018: Via Sarfatti, 25; Viale Caldara, 11; Via Bezzecca, 1;  Via Marcona, 34; Viale Piceno, 33; Via dei Cinquecento, 20;  Viale Monza, 23;  Via privata Hermada, 4
- 19. Januar 2018: Via Borgonuovo, 5; Via Mengoni, 2; Piazzale Cadorna, 15; Viale Lombardia, 65; Via Stradella, 13[64]
- 23. Januar 2018: Via De Togni, 10; Via De Amicis, 45; Via Conca del Naviglio, 7; Via Corridoni, 1; via Bizzoni, 7
- 31. Januar 2019
- 25. Januar 2024
- 7. März 2024